# Очаків у роки німецько-радянської війни
Оборона міста тривала з 14 серпня по 21 серпня 1941 року, визволили Очаків 31 березня 1944-го.

## Напередодні війни
У Очакові станом на 1941 рік перебував невеликий військово-морський гарнізон. Загальна чисельність гарнізону Очакова складала близько 3 тисяч чоловік (з початком війни — близько 3,5 тисяч). До складу Очаківського гарнізону входили:
- 141-ша окрема стрілецька рота (командир — капітан А. А. Бондаренко)
- Саперна рота (командир — старший лейтенант П. Е. Зайцев)
- Кулеметна і прожекторна роти
- 2-га бригада торпедних катерів (командир-капітан 2 рангу А. А. Мельников)
- Охорона водного району (ОВР) під командуванням капітана 3 рангу А. В. Пічугина
- Прикордонна комендатура (комендант — майор А. П. Ізугенєв) і низка інших окремих частин і підрозділів.

Одночасно в Очакові активно працювали оборонні гуртки, у яких молодь міста навчалася стріляти з рушниці і кулемета, кидати гранати в ціль, захищатися від хімічної зброї, надавати першу медичну допомогу та інше.
Очаків у період німецько-радянської війни мав свій оборонний рубіж, який іменувався: Очаківський укріплений сектор берегової оборони Одеської військово-морської бази Чорноморського флоту (скорочено ОУСБООВМБЧФ).
План оборони північно-західного узбережжя Чорного моря був орієнтований перш за все на оборону з моря. Завдання Очаківського сектора берегової оборони полягало в тому, щоб контролювати вхід в Дніпровсько-Бузький лиман, забезпечити охорону комунікацій на Чорному морі уздовж смуги узбережжя сектора по лінії Одеса-Миколаїв-Севастополь, забезпечити взаємодію своїх частин з кораблями, авіацією і сухопутними частинами. На морі Очаків захищала незначна кількість кораблів Чорноморського флоту, які постійно базувалися в Одеському і Очаківському портах. Очаківський укріпсектор мав в своєму розпорядженні наступні сили:
- 15-та фортечна 203-міліметрова чотиригарматна батарея в головному форті фортеці Очаків (командир — старший лейтенант А. І. Савон)
- 22-га фортечна 203-міліметрова чотиригарматна батарея на острові Первомайський (командир — капітан І. А. Радченко)
- 7-ма чотиригарматна 75-міліметрова протикатерна батарея
- 5-та чотиригарматна 45-міліметрова батарея

Дві останні розташовувалися на Очаківському мисі.
Повітряний простір Очаковівського укріпсектора захищали 9-й винищувальний авіаполк авіаполк 29-ї авіабази (командир авіаполку — майор К. П. Малінов, командир авіабази- майор Павлов) і 119-й бомбардувальний авіаполк морських бомбардувальників 45-ї авіабази в селі Каборга (командир авіаполку — майор В. П. Конарєв, командир авіабази — майор Б. Н. Нажубаєв). А також 2-й окремий зенітний артилерійський дивізон (ОЗАД) під командуванням майора В. А. Мойсеєвого (7 батарей). Це 5 76-мм батарей: 84-та (командир — старший лейтенант А. С. Вознесенкий), 85-та (командир-старший лейтенант А. П. Овсянников), 87-ма (командир-старший лейтенант Р. Н. Дерягин), 88-ма (командир-старший лейтенант В.3.Попірайко), 89-та (командир -старший лейтенант Е. А. Бржозовський) та дві 45-міліметрові батареї: 86-та (командир-старший лейтенант І. І. Гальченко) і зенітна (командир — старший лейтенант І. І. Гапонов).

## Перші дні війни
У неділю, 22 червня 1941 року, відразу після повідомлення про початок війни секретар парторганізації Андрій Васильович Кравченко наказав зібрати комсомольців до рибозаводу на мітинг. Мітинги пройшли на всіх підприємствах і в організаціях міста. На адресу військової ради Чорноморського флоту надійшла термінова телеграма наркома ВМФ: «Оперативна готовність № 1. Негайно. Кузнєцов». Телеграму доповіли начальникові штабу флоту контр-адміралові І. Д. Єлісєєву, а незабаром вона була вручена прибулому в штаб командувачеві флотом Ф. С. Октябрському. Тієї ночі, о 2:30, з боку Дніпро-Бузького лиману був виявлений бомбардувальник, було викинуто 3 міни по 300 кг тротилу кожна. Літаки супротивника і в наступні дні скидали по фарватеру на парашутах магнітно-донні міни з метою «замкнути» фарватер. У ніч на 23 червня нацистські літаки бомбили Тендрівську косу і знов намагалися скинути на фарватер Дніпровсько-Бузького лиману міни, але зенітники відкрили щільний вогонь по авіації противника і запобігли бомбардуванню фарватера.
Наступного дня, 23 червня, почалася мобілізація військовозобов'язаних громадян з самого міста та довколишніх сіл і хуторів. Інструктор райкому комсомолу Надія Зайченко організувала загін з 20 комсомолок, що відправився на лінію фронту. З перших годин війни мирні рибалки стали моряками загону ОВРа (охорони водного району), поповнивши загін сейнерами з дерев'яними корпусами («Севрюга», «Очаків», «Піонер», «Партизан», «М. Горький», «Друга п'ятирічка», «20 років ВЛКСМ», «Пушкін», «Скумбрія» № 2 та інші — загалом близько 30 одиниць риболовецького і транспортного флоту. Того ж дня ще 8 літаків супротивника бомбардували Очаків. Німецька авіація майже щоночі продовжувала скидати міни на фарватер. Під керівництвом коменданта ОВР порту Очаків капітана 3 рангу Олександра Пічугіна були прийняті термінові заходи зі знешкодження мін. Старший матрос Максим Хорець, котрий зголосився виконувати це завдання, був першим у морському гарнізоні Очакова, кого нагородили орденом Бойового Червоного Прапора.
Незабаром після початку війни для координації всіх оборонних заходів і евакуації цінного устаткування, майна і матеріалів на схід, в Очакові був створений міський штаб оборони. Керували обороною Очакова майор Базилевич, комісар Бойко, начальник штабу Хоцкевич, перший секретар Очаківського райкому партії П. Е. Назаренко. Одним з головних розробників плану оборони Очакова з суші був підполковник Іван Романович Хвеськевич. Вже перші дні війни показали, що потрібно готуватися до боїв і на суші. Тому 27 липня командування Очаківського сектора отримало відповідну вказівку від командира Одеської військово-морської бази контр-адмірала Р. В. Жукова. Відразу ж був намічений план будівництва оборонних споруд. Вони створювалися на відстані приблизно 7 кілометрів від Очакова. За Анчекраком (нині Кам'янка) готувалася ще одна лінія оборони — для армійських частин, які, як передбачалося, допоможуть Очаківському гарнізону.
Нелегке завдання стояло перед командуванням 15-ї батареї, спеціально побудованої для враження морських цілей. Заряджати гармати довелося із жерлом повернутим у бік моря (інакше це зробити було неможливо), а потім повертати на 180° для стрільби по суші. У зведенні оборонних споруд на підступах до Очакова активну участь брало все населення міста і району. Було відрито багато окопів, траншей в повний профіль, зводилися дротяні загороди, споруджувався великий протитанковий рів шириною в чотири метри і завглибшки близько трьох метрів. Роботи проводилися виключно уручну, оскільки у той час в Очакові землерийної техніки не було. Протитанковий рів проходив від Дніпровсько-Бузького лиману через села Куцуруб і Каборга до самого Березанського лиману. Для боротьби з пожежами від бомбардувань супротивника на підприємствах і в організаціях міста створювалися протипожежні дружини. Активно продовжувалася мобілізація призовного віку.
За короткий термін місцеві жителі разом із захисниками створили навколо Очакова оборонну смугу. Вона включала 12-кілометровий протитанковий рів між Дніпро-Бузьким та Березанським лиманами, десятки кілометрів траншей, сотні кулеметних гнізд. Партійні органи Очакова організували евакуацію техніки, промислового спорядження, громадського та державного майна. Основне обладнання рибоконсервного заводу було вивезено в Нижньоангарск на Байкалі. Туди ж виїхали з родинами і 32 фахівці підприємства. Вже до середини липня у зв'язку з просуванням частин 11-ї німецької армії і 1-ї танкової групи гітлерівців положення радянських військ на Правобережній Україні різко погіршувалося. За рішенням районного комітету партії почав формуватися Очаківський винищувальний батальйон. До його складу увійшли в основному комуністи та комсомольці, звільнені від мобілізації до Червоної Армії. Командиром винищувального батальйону призначили викладача математики Очаківської середньої школи № 1 Анатолія Григоровича Шевченка. Бійцям винищувального батальйону зі складів очаківського гарнізону були видані сильно зношені рушниці періоду першої світової і по дві гранати РГД, на батальйон видали два ручні кулемети. Був створений добровільний загін з числа моряків-зенітників під командуванням молодшого лейтенанта Андрія Івановича Алексєєнко. Для забезпечення більшої маневреності загону виділили декілька вантажних автомашин, а також три станкових і десять ручних кулеметів, один ротний міномет. Бійці загону були озброєні трилінійними рушницями, автомат ППШ мала лише одна людина — командир. Тим часом на ділянці Південного фронту стан ускладнювався: 11-а німецька і 3-а румунська армії, угорський корпус тиснули на 9-ту та 18-ту радянські армії. На Одеському напрямі наступала 4-а румунська армія. Війська Південного фронту, відходили, ведучи важкі оборонні бої. Шляхи відходу військам Південного фронту прагнули перерізати дивізії 1-ї танкової групи німецької групи армій «Південь», які наступали східніше річки Південний Буг.
З 5 серпня відповідно до наказу наркома ВМФ формується загін кораблів Північно-західного району з місцем базування на Одесу і Очаків у складі крейсера «Комінтерн», есмінців «Шаумян» і «Незаможник», дивізіону канонерських човнів з включенням мінного загороджувача «Лукомський», чотирьох боліндерів, 5-го дивізіону тральщиків, 2-ї бригади торпедних катерів, загону сторожових катерів. Завдання — сприяння сухопутним військам Приморської армії і Одеській військово-морській базі в обороні узбережжя. Командирові Очаківського укріпсектора майорові П. 3. Базілєвичу був відправлений наказ, складений в найкатегоричніших виразах: «Незалежно від положення на сухопутному фронті вам відхід заборонений, битися до кінця, перемогти або загинути». Наростання загрози з боку суші змусило ще в кінці липня почати вивід з Миколаєва і Одеси кораблів, які ремонтувалися, а також корпусів недобудованих кораблів, завантаживши на них заводське устаткування, матеріальні цінності і евакуйоване населення. Авіація, що базувалася в Очакові, прикривала ці перевезення, неодноразово вилітала на бомбардування в тил супротивника, завдаючи йому значних втрат. Тому командування ворога докладало усіх зусиль, аби знищити радянську авіацію, що базувалася в Очакові. Німецькі літаки — і поодинці, і цілими ескадрильями — бомбардували аеродром. На початковій стадії війни радянська авіація втратила основну частину своїх сил, до того ж залишені літаки були вже застарілі і часто виконували некомпетентні для них завдання. З виходом супротивника на річку Південний Буг дії його авіації різко активізувалися. Враховуючи загрозливе положення для радянських літаків на очаківському аеродромі, командування вирішило перебазувати їх в інше місце, в район Бехтери. 7 серпня гітлерівці бомбардували каравани суден три рази, але безрезультатно, втративши при цьому два літаки типу ДО-215.

## Початок бойових дій на суходолі Очаківщини
Війська Південного фронту відступали до Миколаєва, відкриваючи тим самим напрям до Очакова. 9-а армія під тиском переважаючих сил супротивника продовжувала відходити на схід і залишала без прикриття правий фланг Приморської армії, яка відійшла на рубіж Любополь — Стара Вайдаліновка — Карпово-Біляєвка — Кароліно-Бугаз. 8 серпня ворог перерізав шосе Одеса-Миколаїв. З подальшим відходом 9-ї армії до Миколаєва остаточно був відкритий напрям на Очаків. Командуванням ОУС з метою розвідки були вислані посилені дозори на перехрестя доріг в районі сіл Червоні Кошари і Камбурлєєвка. Неподалік від Анчекрака розвідники виявили передові частини супротивника, з якими зав'язали перестрілку. 11 серпня, за даними розвідки, перед Анчекраком (за 25 кілометрів від Очакова) з'явилася група ворожих танків, а до кінця дня гітлерівська мотопіхота з танками зайняла населені пункти Комісаровка, Нечаяне й Анчекрак. У матеріалах німецько-фашистського командування, що відносяться на початок серпня 1941 року, мовиться:
|  | 4-а румунська армія на крайньому південному крилі східного фронту має на своїй меті Одесу, яку супротивник зі всією очевидністю повинен був захищати. У зв'язку з цим 50-ій піхотній дивізії було поставлено завдання прикрити з правого флангу узбережжя Чорного моря між Одесою і гирлом Південного Буга. На марші туди навряд чи потрібно враховувати ворога, але разом з тим є вірогідним, що росіяни не віддадуть без бою невелику морську фортецю Очаків, розташовану посередині ділянки. |

12 серпня за розпорядженням віце-адмірала Г. І. Левченка Очаківський укріплений сектор виведений в самостійну організацію і почав підкорятися безпосередньо командувачеві Чорноморським флотом. Командування ОУС отримало наказ вести бої самостійно, силами гарнізону, обороняючи Очаків і острови Первомайськ та Березань.У ніч на 12 серпня до Очакова підійшов канонерський човен «Червона Вірменія» для надання вогняної підтримки частинам Очаківського укріпленого сектора. Крім того, командуванням Чорноморського флоту було вирішено виділити частину сил з артилерією і дислокувати їх на Кінбурнській косі, а торпедні катери розвернути в Каркинітську затоку. До вечора 12 серпня винищувальний батальйон (чисельність — близько 200 чоловік) отримав наказ зайняти позиції на передовій лінії оборони, в п'яти кілометрах від села Анчекрак, прикриваючи південно-західний напрям. Смуга оборони проходила по контуру кукурудзяного поля і служила хорошим маскуванням. Винищувальний батальйон поступав в підпорядкування командирові 141-го стрілецького батальйону капітанові Антону Бондаренку. З цим підрозділом винищувальний батальйон розташувався на правому фланзі. Комбат Шевченко давав команду ротним, де їм займати оборону. Незабаром кожен взвод, кожне відділення і кожен боєць отримали свої ділянки і тут же приступили до відриття своїх окопів, комбат наказав замаскувати окопи і траншеї кукурудзяними стеблами. Праворуч від об'єднаного батальйону займали оборону саперна рота під командуванням старшого лейтенанта Зайцева, загін моряків під командуванням майора Сучиліна; за ними — на ділянці аж до Дніпровсько-Бузького лиману — оборонялися підрозділи прикордонників під командуванням майора А. П. Ізугенєва. На лівому фланзі від 141-го стрілецького батальйону до Березанського лиману тримали оборону моряки 45-ї авіабази, пересувний загін з надстроковиків і червонофлотців тилових частин під командуванням командира 45-ї авіабази майора Б. І. Нажубаєва, начальника штабу С. П. Кувшинова, коменданта бази старшого лейтенанта В. В. Піскарьова, добровольчий загін під командуванням молодшого лейтенанта А. І. Алексєєнка. Основною ударною силою Очакова були 15-та і 22-га далекобійні батареї.
До 13 серпня, розвиваючи наступ, супротивник силами 72-ї піхотної дивізії підійшов до Аджиаськи, розділивши три осередки опору: Очаківський, Одеський та Миколаївський. 13 серпня 1941 року 50-я німецька дивізія генерал-лейтенанта Холлідта форсувала Тилігульський лиман і в другій половині дня спробувала увірватися в Очаків, Але воїни 15-ї берегової батареї зупинили наступ в напрямі на Парутине; від села Турчаниново — на Каборгу і Дальній Бейкуш. Після артвогню почалося бомбардування позицій з повітря. Саме тоді на травезі мису Аджигол був потоплений завантажений пшеницею великотоннажний теплохід «Поліна Осипенко», що йшов з Миколаєва. Капітанові теплохода, який палав, вдалося відхилитися від фарватеру і посадити судно на ґрунт. В результаті корпус судна повністю під воду не пішов. В період окупації затоплена пшениця рятувала близькі села від голоду взимку, коли до корабля можна було підійти по льоду. Цього ж дня в повітряних боях над Очаковом були збиті ще два німецькі літаки-винищувачі типу МЕ-109 і узятий в полон один льотчик. До кінця 13 серпня ворог вів артвогонь з невеликими перервами.
14 серпня гітлерівці підійшли до Очакова. 16 серпня ворог наступав на місто вже з трьох сторін. Очаків продовжував оборону, але до 20 серпня радянські війська вже залишили Миколаїв і Херсон, тому командування ухвалило рішення евакуювати гарнізони Очакова на Кінбурнську косу. 21 серпня німці з союзниками захопили Очаків. Через 35 днів гарнізон форту Первомайськ відступив до Кінбурнської коси, а потім до Тендри.

### Окупаційний режим
З взяттям Очакова все судноплавство на Бузі та Дніпрі знаходиться під контролем німецьких військ. Відповідно до німецько-румунського договору, підписаним в Бендерах 30 серпня 1941 року, була утворена Трансністрія (рум. Transnistria), або Задністров'я. За цим договором територія між Південним Бугом і Дністром переходила під юрисдикцію і управління Румунії. На підставі цього договору, диктатор Іон Антонеску видав декрет № 1 про освіту румунської провінції Трансністрія зі столицею в місті Тирасполь. Він же ввів громадянське адміністративне управління.
Очаківський повіт тоді поділявся на три райони — Очаківський, Красна, Варварівський. Райони, у свою чергу, ділилися на комуни, які складалися з одного великого або кількох сіл. На чолі комуни стояла сільська управа — примарія, якою керував примар. У Очаківському повіті примарії були створені у м Очакові, а також у селах Аджигол, Анчекрак, Бейкушем, Володимирівка, Іванівка, Іжецьке, Кателіно, Козирка, Куцуруб, Камбурліївка, Миколаївка, Поди, Парутине, Покровка, Турчанова.
В початковий період окупації колгоспи по всій Трансністрії були збережені. У квітні 1942 р були проведені загальні збори з метою розпуску колгоспів. За наказом губернатора колгоспи перетворювалися в трудові громади, котрі формували з 20—30 сімей. На чолі стояв старшина. Старшина підлягав затвердженню агрономом комуни і ніс відповідальність перед владою за управління бригадою. Кожній бригаді нарізані 100–200 га із земель колишніх колгоспів для обробки. Земля, надана трудовим бригадам, вважалася закріпленою за ними остаточно. Паралельно з адміністративним апаратом цивільного управління існувало військове командування. Указом № 3 Іона Антонеску від 29 серпня 1941 на території Трансністрії введена нова обмінна валюта — Reichskreditkassenschein (RKKS). Указом № 24 від 21 листопада 1941 повністю виводився з обігу радянський рубль за курсом: 10 рублів = 1 RKKS. Указом Антонеску № 6 від 7 вересня 1941 передбачалося відновлення навчання у школах на території Трансністрії, починаючи з 1 жовтня 1941 Учительський корпус передбачалося створити з колишніх вчителів. Джерело фінансування: з фондів місцевих управ в тому ж розмірі, що і за радянської влади. У Очаківських школах учительський склад був майже весь евакуйований і тому вакансії були зайняті румунськими педагогами. З 1 вересня 1941 року почалася перепис населення, в тому числі облік дітей шкільного віку. Заняття в школах міста почалися 1 жовтня 1941 року. Викладання відразу стало вестися румунською мовою. Примарові ставилося в обов'язок «разом з директорами шкіл відкрити шкільні їдальні, щоб дітям давався хліб, чай, молоко, мед, мармелад». 10 листопада 1943 заняття в школах міста Очакова припинилися у зв'язку з тим, що місто було оголошено прифронтовою зоною.
5 листопада 1941 перша масова страта євреїв. В Очакові німецькою зондеркомандою, за офіційними даними, було розстріляно 123 людини з 29 сімей міста та 5 осіб з с. Кам'янка. Очевидці розповідали про страту не менше 500 чоловік. 15 листопада 1941 командувач військами Одеси генерал Н. Гінерару видав наказ № 2 про необхідність всім особам єврейського походження до 12 години 19 листопада заявити в міську поліцію про наявність у них дорогоцінних предметів, каменів і металів (платини, золота і срібла). Євреї, які проживали в Одеському, Овідіопольському, Очаківському та Березівському повітах, зобов'язані були подати такі заяви протягом 48 годин після опублікування наказу. Порушникам загрожувало суворе покарання. 2 січня 1942 маршал Іон Антонеску і Цивільний губернатор професор Г. Алексяну видали наказ № 35 про евакуацію з 10 січня 1942 євреїв з Одеси та її околиць і поселенні їх в північній частині Очаківського повіту і південній частині Березовського повіту. Привести наказ у виконання були уповноважені Інспекторат жандармів, Префектура поліції і префектури Одеського, Очаківського та Березовсского повітів. До наказу додавалася «Інструкція для евакуації єврейського населення з міста Одеси та його околиць»

1 жовтня 1942 о 5:00 ранку з Очакова вийшов невеликий конвой, до складу якого входили німецький транспорт «SALZBURG» («ЗАЛЬЦБУРГ») (1742 брутто реєстрових тонн) і болгарський пароплав «ZAR FERDINAND» («ЦАР Фердинанд») (1994 брутто реєстрових тонн). На борту транспорту знаходилося 2300 радянських військовополонених. Пункт призначення — Констанца. Перехід забезпечувався охороною з чотирьох катерних тральщиків «FR-1», «FR-3», «FR-9» і «FR-10». Цей конвой отримав неофіційну назву «Південний». У районі мису Будаки «Зальцбург» підірвався на міні. Загинуло 2 080 радянських громадян. Про цю подію в офіційних німецьких документах («Deuthlands Handelsschiffe 1939–1945», Гамбург, 1974) сказано: 
|  | 1942 рік. Рейс Очаків-Констанца. У той день транспорт «SALZBURG» був атакований і торпедований поблизу Будаків підводним човном «М-118». Цей човен був знищений румунським канонерським човном «GHICULESCU». Румунські кораблі, що супроводжували конвой, не змогли запобігти цій втраті. |

Треба сказати, що руйнувань зазнали тільки адміністративні будинки та будинки військових частин, городяни, в основному, жили в землянках. З наближенням радянських військ румуни залишили місто. Всі кинулися розбирати, що залишилося від окупантів. У першій школі в окупантів був склад, і там залишилося багато продуктів.

## Підпільний рух
Люди саботували розпорядження окупантів, ховалися від облав, відмовлялися виходити на польові роботи, псували рибу, що призначалася для нацистської армії. У місті та навколишніх селах створювалися підпільні групи, відбувалися диверсії, напади на гітлерівців і чиновників. У місті була створена підпільна група, її організував і очолив комуніст Ляшенко. Вчителька Н. Сидоренко разом з учнями складала і поширювала серед населення листівки. При відступі окупанти мали намір підірвати склади, споруди морського порту та інші споруди. Робочі А. Баранов і Д. Ковальов перерізали вибухові шнури, за що були потім нагороджені орденами Великої Вітчизняної війни другого ступеня.

## Визволення Очакова
Звільнення Очаківщини почалося ще в листопаді — грудні 1943 року, коли радянські війська вели запеклі бої за Кінбурнську косу. 26 березня 1944 року війська 3-го Українського фронту в умовах весняного бездоріжжя почали запеклі бої на правому березі Південного Бугу. Продовжуючи наступ, радянські війська форсували Буг і попрямували вздовж Чорноморського узбережжя до Очакова. На підступах до міста розгорілася битва. На допомогу сухопутним військам прийшли морські десантники, що діяли двома групами. Одна з них висадилася на острові Первомайськ, а інша — безпосередньо в Очаківському порті. Вночі, дотримуючись повної тиші, десантники на човнах та інших плавзасобах відійшли від піщаного низького берега Кінбурнської коси. Коли вони вже подолали 2,5 милі, що відокремлюють косу від крутого очаківського берега, німці відкрили по ним вогонь з мінометів і кулеметів, проте на світанку переправа була закінчена. Десантники оволоділи береговим маяком, потім атакували німецький гарнізон міста, захопили у ворога швидкохідну баржу, два сейнера, шість гармат різного калібру, велику кількість снарядів, гранат та набоїв, багатьох німців взяли в полон. Потрапивши під подвійний удар з суші і з моря, ворог почав відступати. 30 березня після визволення Миколаєва і форсування Південного Бугу радянські війська (619-й артилерійський і 1038-й стрілецький полки, підрозділи 1-го укріпрайону) у другій половині дня вдерлися на північно-східну околицю Очакова.31 березня 1944 радянські війська взяли Очаків. Того ж дня о 20 годині Москва салютувала звільненню Очакова 12 залпами з 124 гармат. У боях за місто відзначилися війська 5-ї Ударної армії, 295-ї Херсонської стрілецької дивізії, 1-го гвардійського укріпрайону, моряки Чорноморського флоту.

## Уродженці Очаківщини удостоєні звання Героя Радянського Союзу
- Полковник Рачков Іван Ілліч,
- Підполковник Смирнов Григорій Яковлевич,
- Капітан Потьомкін Генадій Федорович.